# みにくいあひるの子 (1939年の映画)
『みにくいあひるの子』（みにくいあひるのこ、原題: Ugly Duckling）は、1939年のシリー・シンフォニーの短編アニメ作品。ハンス・クリスチャン・アンデルセンによる1843年の童話『みにくいアヒルの子』を原作に、ジャック・カッティングとクライド・ジェロニミが監督を、音楽はアルバート・ヘイ・マロッテが務めた。
1931年のオリジナル版ではモノクロで製作されていた。1939年のリメイク版のカラー作品は、1940年の第12回アカデミー賞アカデミー短編アニメ賞を受賞し、『シリー・シンフォニー』シリーズの75作目にして最後の作品となった。
アンデルセンの物語では、1羽のひながマガモの家族の元で生まれるが、容姿や鳴き声の違いから相手にされない。結果的に、彼は美しいハクチョウに成長し、幸せに暮らす。このバージョンでは、ハクチョウの苦しみの時間が短縮され、丸1年ではなく、わずか数分後にハクチョウの家族に発見される。この短縮版は、2002年のディズニー映画『リロ・アンド・スティッチ』の中で、リロがスティッチに読み聞かせる。この物語はスティッチに深い衝撃を与え、彼は本当の家族を探す旅に出る。

## ストーリー
アヒルの両親の元に4羽の子供が生まれた。しかし、5個目の卵が孵化し、容姿が異なる白い子供が姿を現す。父アヒルはこのことで母アヒルと口論になり、母アヒルに平手打ちされた後、2人は別々の道を歩むことを余儀なくされる（父アヒルが母アヒルをハクチョウと浮気していると非難していることが暗示されている）。
みにくいアヒルの子はアヒルの家族の一員になろうとするが、家族は彼に背を向ける。そこで鳥の家族の一員になろうとし、アヒル狩りのおとりとも仲良くなろうとするが、失敗する。アヒルの子は泣き崩れ、母ハクチョウとその雛が近づいてくるまで泣く。アヒルの子は自身がハクチョウであることを教えられ、この家族の一員となり、受け入れられる。
母アヒルとその子アヒルは、彼が何者であるか、そして彼が何になる可能性を秘めているかに気づいて驚く。彼らは、みにくいアヒルの子に自分たちのところに戻ってくるよう誘うが、彼はそれを断り、誇らしげに新しい家族とともに泳ぎ去る。

## 封切り

### ホームメディア
アメリカでは、2001年12月4日にリリースされた『ウォルト・ディズニー・トレジャーズ: シリ―・シンフォニー』に収録された。アメリカ、ドイツ、フランス、イタリア、スウェーデン、イギリスではDVDに収録された。また、Disney+でも、復元された『シリー・シンフォニー』のタイトルカード付きで視聴できる。
日本では、2012年9月5日にブエナ・ビスタ・ホーム・エンターテイメントよりリリースされた『シリー・シンフォニー 限定保存版』に本編が収録された。

### コミック化
『シリー・シンフォニー』サンデー・コミックは、1939年3月26日から4月16日まで、本作を1ヵ月にわたって連載した。

## 作品の評価
『フィルム・デイリー』は、「ハンス・クリスチャン・アンデルセンの童話がアニメ化され、耳と目を楽しませてくれる。この物語は羽の生えた家族にまつわるものだが、このディズニーの短編には本物の感情と哀愁が溶け込んでいる」と書いた。

## その後の出演
東京ディズニーリゾート30周年記念パレード「ハピネス・イズ・ヒア」の「美しさ」を表現したユニットに、アヒルの子が徒歩キャラクターとして登場した。それに続くディズニープリンセスたちが乗ったフロートは、母ハクチョウがモチーフとなっている。本作のキャラクターが東京ディズニーリゾートに登場するのはこれが初となった。
ウォルト・ディズニー・アニメーション・スタジオ100周年記念作品『ワンス・アポン・ア・スタジオ -100年の思い出-』では、アヒルの子が最後の記念写真の場面のみに登場した。